# Квантовые вычисления со времён Демокрита
Квантовые вычисления со времен Демокрита (англ. Quantum Computing Since Democritus) — научно-популярная книга Скотта Ааронсона, изданная в 2013 году на английском языке в издательстве Cambridge University Press, посвящена вопросам математики, информатики и физики. На русский язык была переведена и издана в 2017 году.

## Содержание
Книга, написанная известным теоретиком квантовых вычислений Скоттом Ааронсоном занимающимся исследованиями в канадском Университете Уотерлу.
Книга охватывает размышления над довольно большим количеством тем. Начиная с античности Демокрита, она проходит через логику и теорию множеств, вычислимость и теорию сложности, квантовые вычисления, криптографию, информационное содержание квантовых состояний и интерпретацию квантовой механики. Также в книге есть расширенные обсуждения путешествий во времени, парадокса Ньюкомба, антропного принципа и взглядов Роджера Пенроуза.
Научно-популярный стиль изложения делает книгу доступной, как для читателей с научным образованием, так и для студентов и исследователей, работающих в области физики, информатики, математики и философии. Книга состоит из 22 глав.
Согласно замыслу автора, книга должна быть на том же уровне доступного раскрытия поднятых вопросов, что и «Теоретический минимум» Леонарда Сасскинда или «Дорога к реальности» Роджера Пенроуза.
Журнал Physics Today сравнил ее с книгой Георгия Гамова «Раз два три… Бесконечность». Главы книг охватывают все — от информатики и математики до квантовой механики и квантовых вычислений, начиная, как видно из названия, со времен Демокрита.